# カッティング・クルー

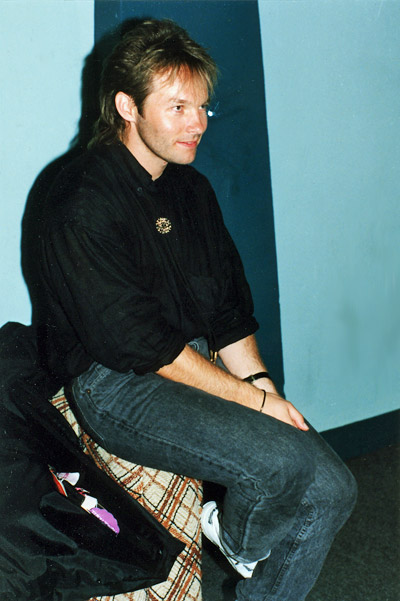
ニック・ヴァン・イード（1987年）

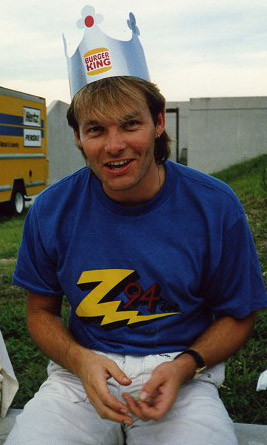
ニック・ヴァン・イード（1987年）

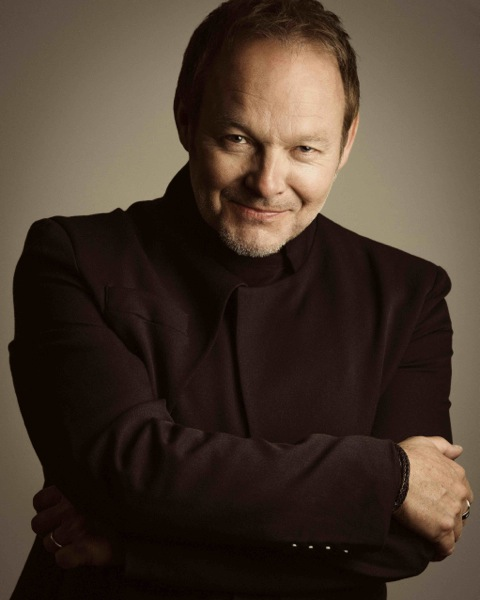
ニック・ヴァン・イード（2014年）

カッティング・クルー（Cutting Crew）は、イギリスのロックバンド。

## 経歴
1985年にイギリスのロンドンでニック・ヴァン・イードとカナダ人のケヴィン・マクマイケルを中心に結成。
翌1986年にヴァージン・レコードからアルバム『愛に抱かれた夜（旧邦題・ブロードキャスト）』でデビューする。そのアルバムからシングルカットされた「愛に抱かれた夜（(I Just) Died in Your Arms）」が、4ヶ国（カナダ、フィンランド、ノルウェー、アメリカ）のシングルチャートで1位となり大ヒットする。1987年には第16回東京音楽祭に出場。また、同年にはスズキ・カルタスGT-iのCMソングにも起用された。
その後、2枚のアルバムをリリースするも目立った成績を残すことができず1993年に解散する。
2005年にニックを中心に再結成され、活動を続けている。

## 再結成前のラインナップ
- ニック・ヴァン・イード（リード・ボーカル、リズム・ギター、キーボード）
- ケヴィン・マクマイケル（リード・ギター）
- コリン・ファーリー（ベース）
- マーティン・フロスティ・ビードル（ドラム）

## ディスコグラフィ

### アルバム
- 『愛に抱かれた夜』 - Broadcast (1986年) ※旧邦題『ブロードキャスト』
- 『ロック＆ハード・プレイス』 - The Scattering (1989年)
- 『コンパス・メンタス』 - Compus Mentus (1992年)
- Grinning Souls (2005年)
- 『オード・トゥ・フェイヴァリッツ』 - Add To Favourites (2015年)

### コンピレーション・アルバム
- 『ベスト・オブ・カッティング・クルー』 - The Best of Cutting Crew（2003年）

### シングル
- 「愛に抱かれた夜」 -  (I Just) Died in Your Arms（1986年）
- 「モッキンバード」 - One for the Mockingbird（1987年）
- 「夢のうつろひ」 - I've Been in Love Before（1987年）
- 「エニィ・カラー」 - Any Colour（1988年）
- 「ロック＆ハード・プレイス」 - (Between A) Rock and a Hard Place（1988年）
- 「ザ・スカタリング」 - The Scattering（1989年）
- 「エブリシング・バット・マイ・プライド」 - Everything But My Pride（1989年）
- 「ザ・ラスト・シング」 - The Last Thing（1990年）
- If That's the Way You Want It（1992年）
- Hard on You（2005年）
- Till the Money Run$ Out（2015年）